# Konnetabel von Kastilien

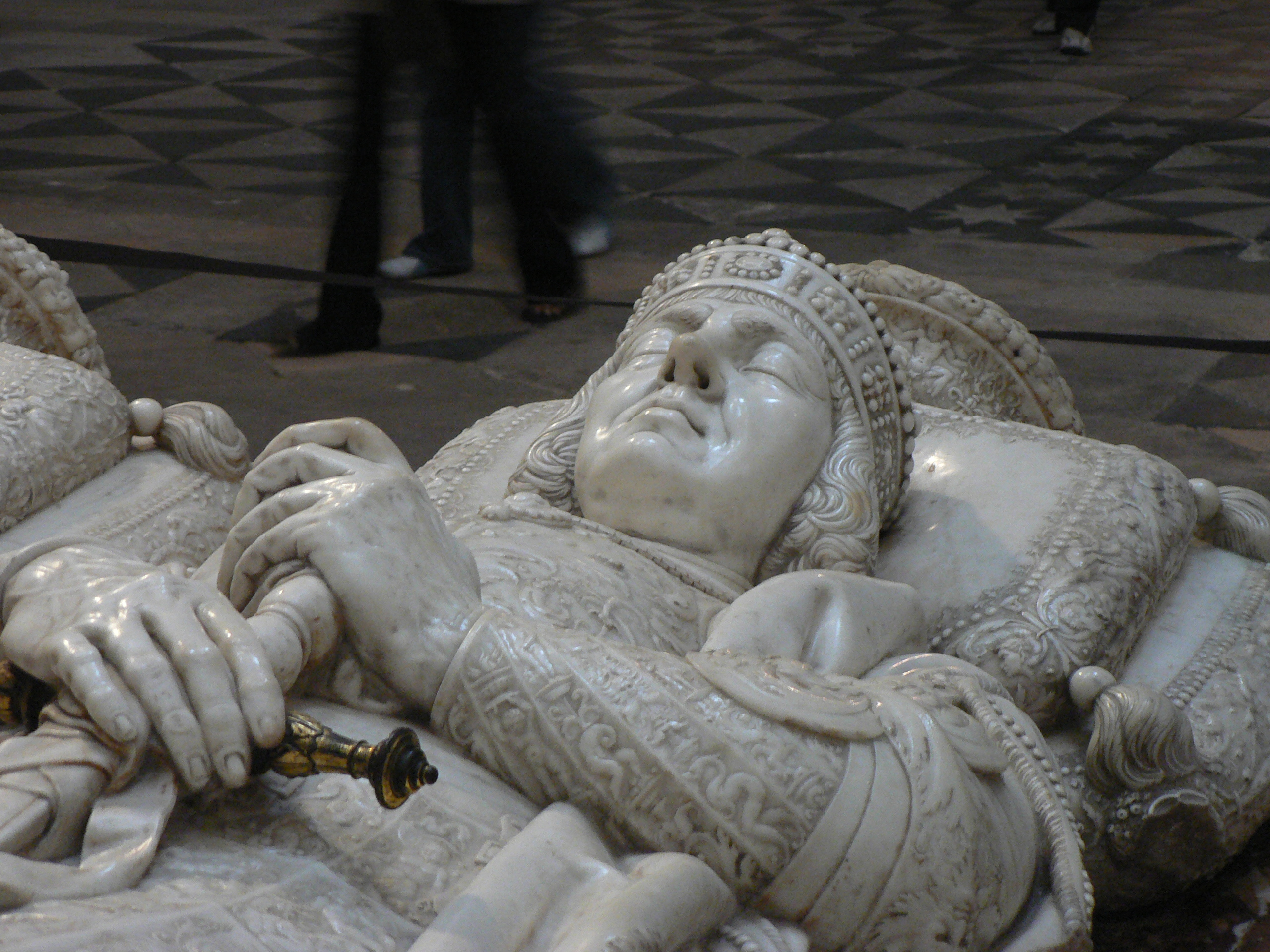
Grabplatte des Konnetabel Pedro Fernández de Velasco in der Kathedrale von Burgos

Das Amt des Konnetabel von Kastilien (span. Condestable de Castilla) wurde 1382 von König Johann I. von Kastilien geschaffen, um das Amt des Alferez mayor del Reino zu ersetzen. Der Konnetabel war der Oberkommandierende der Armee in Abwesenheit des Königs, mit dem Recht, das Banner und den Streitkolben des Königs zu tragen, sowie dessen Wappen zu zeigen.
Am 6. Juli 1382 verlieh Johann I. den Titel an Alfonso de Aragón y Foix, genannt el Viejo, 1. Marqués de Villena, aus Lebenszeit, aber ohne Vererbbarkeit. Die erbliche Übertragung fand erst ab 1473 statt, als Heinrich IV. Pedro Fernández de Velasco zum erblichen Konnetabel ernennt; dabei wurde der Titel auch seines Inhalts beraubt und rein zeremoniell. José Manuel Fernández de Velasco y Tovar war während des Spanischen Erbfolgekriegs der letzte Konnetabel von Kastilien.
Die Amtsinhaber lebten traditionell in der Burg Pedraza in Pedraza in der Provinz Segovia. Später wurde die Burg während des Spanischen Erbfolgekrieges von den Franzosen niedergebrannt, da hier König Franz I. nach der Schlacht bei Pavia (1525) gefangen gehalten wurde.
Der Konnetabel Pedro Fernández de Velasco befahl den Bau der Casa del Cordón de Burgos und der sogenannten Capilla del Condestable (Konnetabel-Kapelle) in der Kathedrale von Burgos, in der er begraben liegt.

## Konnetabel von Kastilien

### Nicht erblich
- 1382–1393: Alfonso de Aragón el Viejo († 1412), 1382 1. Marqués de Villena, 1399 1. Herzog von Gandía
- 1393–1400: Pedro Enríquez de Castilla († 1400), Conde de Lemos, Trastámara y Sarria, Enkel von König Alfons XI.
- 1400–1423: Ruiz López Dávalos († 1428)
- 1423–1453: Álvaro de Luna († 1453)
- 1458–1473: Miguel Lucas de Iranzo († 1473)

### Erblich
- 1473–1492: Pedro Fernández de Velasco y Manrique de Lara († 1492), 2. Conde de Haro
- 1492–1512: Bernardino Fernández de Velasco y Mendoza († 1512), 1. Duque de Frías, 3. Conde de Haro
- 1512–1528: Íñigo Fernández de Velasco y Mendoza († 1528), 2. Duque de Frías, 4. Conde de Haro
- 1528–1559: Pedro Fernández de Velasco y Tovar († 1559), 3. Duque de Frías, 5. Conde de Haro
- 1559–1585: Íñigo Fernández de Velasco y Tovar († 1585), 4. Duque de Frías, 6. Conde de Haro
- 1585–1613: Juan Fernández de Velasco y Tovar († 1613), 5. Duque de Frías, 7. Conde de Haro
- 1613–1652: Bernardino Fernández de Velasco y Tovar († 1652), 6. Duque de Frías, 8. Conde de Haro
- 1652–1696: Íñigo Melchor Fernández de Velasco y Guzmán († 1696), 7. Duque de Frías, 9. Conde de Haro
- 1696–1713: José Manuel Fernández de Velasco y Tovar († 1713), 8. Duque de Frías, 10. Conde de Haro